# Municipio 10 Lower Town Creek
Township 10, Lower Town Creek es una subdivisión territorial del  condado de Edgecombe, Carolina del Norte, Estados Unidos. Según el censo de 2020, tiene una población de 2875 habitantes.
Es una subdivisión exclusivamente geográfica, por cuanto el estado de Carolina del Norte no utiliza la herramienta de los townships como municipios.

## Geografía
La subdivisión está ubicada en las coordenadas 35°47′36″N 77°40′59″O / 35.79333, -77.68306 (35.793298, -77.682935).